# Айгенграу

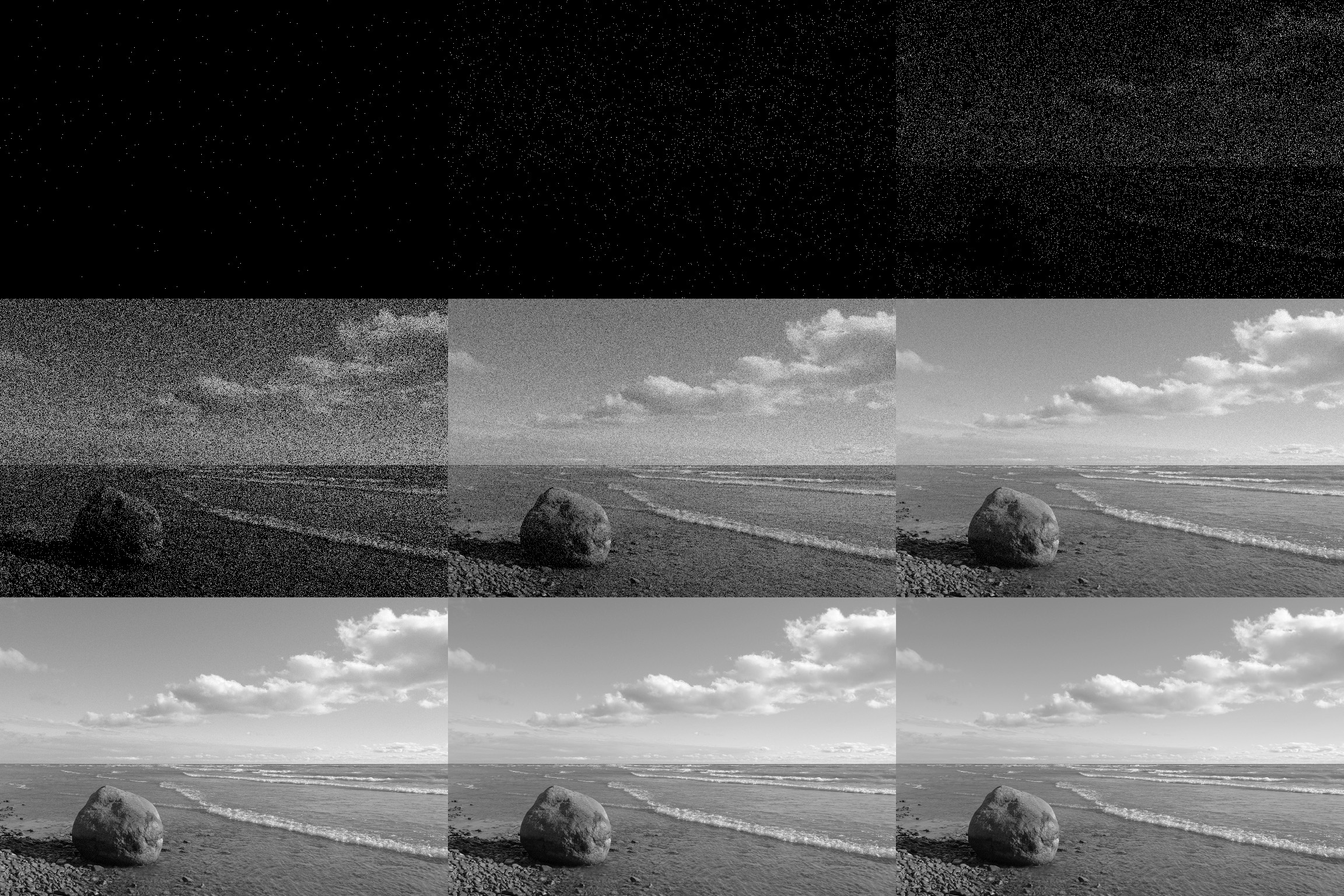
Приклад шуму, що спостерігається у темряві

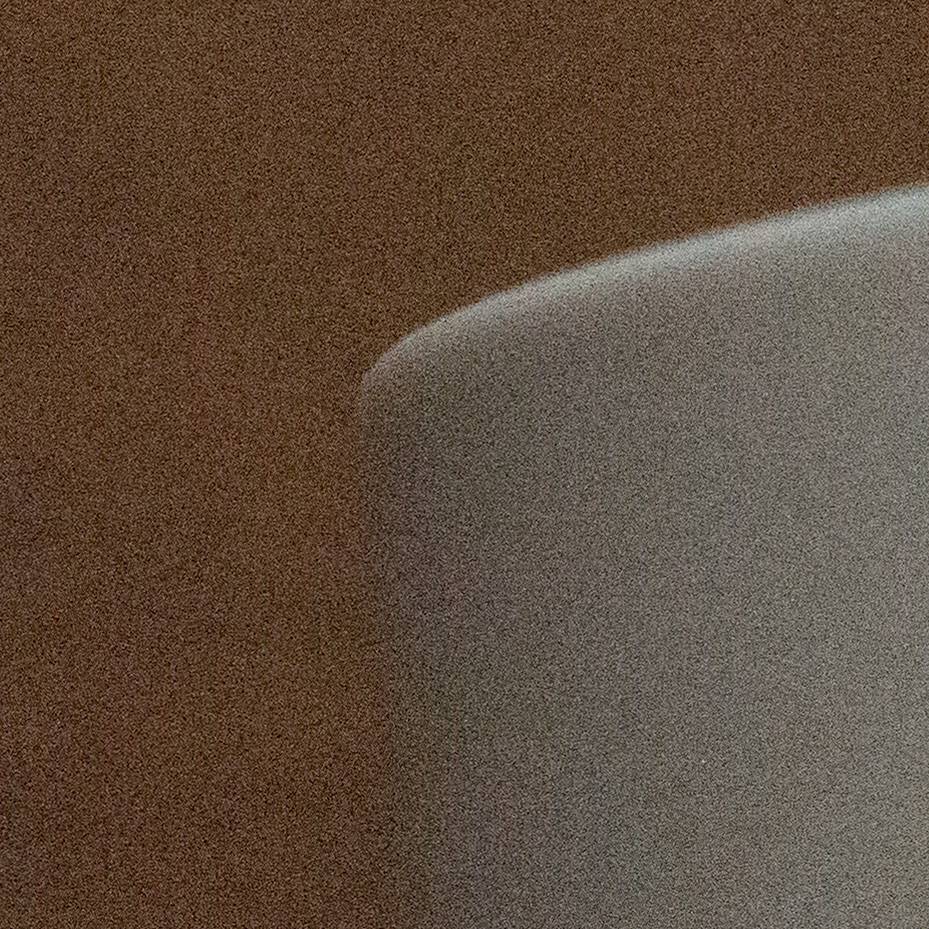
Ще один приклад

Айгенграу (нім. Eigengrau, досл. «внутрішній сірий») — це однорідний фоновий темно-сірий колір, який люди бачать за відсутності видимого світла. Також називається «айгенліхт» (Eigenlicht, нідерландською та німецькою «внутрішнє світло»), «темне світло» (англ. dark light або «мозковий сірий колір» (англ. brain gray).
Термін «Eigenlicht» виник у XIX столітті та в сучасних наукових публікаціях використовується рідко. Загальноприйнятими науковими термінами для цього явища є «візуальний шум» (visual noise) або «фонова адаптація» (background adaptation).Ці терміни означають сприйняття постійно мінливого поля крихітних чорних і білих цяток, що спостерігаються під час цього явища
Айгенграу сприймається як колір, світліший за чорний за нормальних умов освітлення, оскільки контрастність важливіша для зорової системи, ніж яскравість. Наприклад, нічне небо виглядає темнішим за айгенграу через контраст, який забезпечують зорі.
Дані про порогове значення контрастності, зібрані Блеквеллом та представлені на графіку Крумі, показують, що айгенграу виникає при адаптаційній яскравості нижче приблизно 10⁻⁶ кд /м⁻² (25,08 mag arcsec). Це граничний випадок закону Рікко.

## Причина
Ще в 1860 році дослідники помітили, що форму кривих інтенсивності-чутливості можна пояснити, припускаючи, що власне джерело шуму в сітківці створює випадкові події, невідрізні від тих, що викликаються реальними фотонами. Пізніші експерименти на паличкоподібних клітинах в очах очеретяних жаб (Rhinella marina) показали, що частота цих спонтанних подій сильно залежить від температури, що означає, що вони спричинені термічною ізомеризацією родопсину. У паличкоподібних клітинах людини ці події відбуваються в середньому приблизно раз на 100 секунд, що, враховуючи кількість молекул родопсину в паличкоподібній клітині, означає, що період напіврозпаду молекули родопсину становить близько 420 років. Невідрізнення темнових подій від фотонних відповідей підтверджує це пояснення, оскільки родопсин знаходиться на вході ланцюга трансдукції. З іншого боку, такі процеси, як спонтанне вивільнення нейромедіаторів, не можна повністю виключити